# Волчје (Блоке)
Волчје (словен. Volčje) је насељено место у општини Блоке, Приморско-нотрањска регија, Словенија.

## Историја
До територијалне реорганизације у Словенији било је у саставу старе општине Церкница.

## Становништво
У попису становништва из 2011. године, Волчје је имало 32 становника.
| Број становника према пописима | Број становника према пописима | Број становника према пописима |
| ------------------------------ | ------------------------------ | ------------------------------ |
| 1991                           | 2002                           | 2011                           |
| 27                             | 33                             | 32                             |

## Галерија
- Блошко језеро
- зима на Блошком језеру